# 10681 Khture
10681 Khture (1979 TH2) là một tiểu hành tinh vành đai chính được phát hiện ngày 14 tháng 10 năm 1979 bởi N. S. Chernykh ở Đài vật lý thiên văn Crimean. The asteroid's name is an abbreviation for Kharkiv Technical University of Radioelectronics.